# Nicholas Long
Nicholas Long (né le 6 octobre 1989 à San Diego) est un coureur cycliste américain. Spécialisé en BMX, il a représenté les États-Unis dans ce sport aux Jeux olympiques de 2012 à Londres, où il a pris la quatrième place, et de 2016 à Rio. Il a été médaillé de bronze aux championnats du monde de 2016.

## Palmarès

### Jeux olympiques
- Londres 2012
  - 4e
- Rio 2016
  - 17e[1]

### Championnats du monde
- Medellin 2016
  -  Médaillé de bronze de la course BMX

### Coupe du monde
- 2009 : 10e
- 2010 : 6e, vainqueur de la manche de Chula Vista
- 2011 : 7e
- 2019 : 53e

### Jeux panaméricains
- 2011
  -  Médaillé d'argent
- 2015
  -  Médaillé de bronze

### Championnats des États-Unis
- Champion des États-Unis de BMX : 2010, 2013 et 2015